# 장멍 (1988년)
장멍(중국어 간체자: 张檬, 정체자: 張檬, 병음: Zhāng Méng, 한자음: 장몽, 1988년 12월 29일 ~ )은 중국의 배우이다.

## 학력
- 베이징 영화 학원

## 출연작

### 드라마
- 2009년 원저우 방송국 텔레비전 드라마 《신 의천도룡기》 - 은리 역
- 2010년 NHK 디지털 위성 하이비전 텔레비전 드라마 《창궁의 묘》 - 진비 역
- 2010년 상하이 방송국 텔레비전 드라마 《미인심계》 - 위자부 역
- 2011년 안후이 위성 텔레비전 드라마 《하가삼천금》 - 양전전 역
- 2011년 저장 위성 텔레비전 드라마 《서유기》 - 만경공주 역
- 2012년 후난 위성 텔레비전 드라마 《견우적하천》 - 퉁샤오샤 역
- 2012년 후난 위성 텔레비전 드라마 《천애명월도》 - 주정 역
- 2012년 후난 위성 텔레비전 드라마 《성뉘의 대가》 - 쩡추추 역
- 2012년 선전 방송국 텔레비전 드라마 《정자무적》 - 펑핑 역
- 2012년 장쑤 위성 텔레비전 드라마 《산하련》 - 해란주 역
- 2013년 장쑤·둥팡 위성 텔레비전 드라마 《신연애시대》 - 천자 역
- 2013년 후난 위성 텔레비전 드라마 《천룡팔부》 - 왕어언 역
- 2014년 후난 위성 텔레비전 드라마 《고검기담》 - 방여심 역
- 2014년 안후이·쓰촨·윈난 위성 텔레비전 드라마 《녹정기 2014》 - 쌍아 역
- 2015년 선전 위성 텔레비전 드라마 《육소봉 2015》 - 아신 역
- 2015년 상하이 방송국 텔레비전 드라마 《벽혈서향몽》 - 선비윈 역
- 2018년 중국중앙텔레비전 텔레비전 드라마 《개봉부》 - 윤우유 역
- 2018년 안후이 위성 텔레비전 드라마 《해상가녀기》 - 허빙빙 역

### 영화
- 2008년 영화 《황촌객잔》 - 샤오즈 역

### 텔레비전 프로그램
- 2015년 후베이 위성 텔레비전 프로그램 《여과애 시즌2》